# Capinzal do Norte
Capinzal do Norte är en kommun i Brasilien.   Den ligger i delstaten Maranhão, i den östra delen av landet, 1 300 km norr om huvudstaden Brasília. Antalet invånare är 10 698.
Omgivningarna runt Capinzal do Norte är huvudsakligen savann. Runt Capinzal do Norte är det glesbefolkat, med 12 invånare per kvadratkilometer.